# Beslag (scheepsbouw)
Scheeps- of jachtbeslag is een hyperoniem voor houten of metalen delen die tegen, op, of om een groter scheepsonderdeel bevestigd zijn, bijvoorbeeld om deze te beschermen of om verbindingen te verstevigen. Metalen dan wel metaallegeringen die gebruikt worden voor de vervaardiging van scheepsbeslag zijn ijzer, zoals gietijzer, hardgeanodiseerd aluminium, koper, messing en roestvast staal.
Voorbeelden van scheepsbeslag zijn:
- (zee)relingen[1][2][3][8][11]
- mastbeslagen zoals mastbanden, kikkers, lummelpot, kraaiepoot en trompet[5][8][12][13]
- handgrepen[8][13]
- dekbeslagen zoals klampen,[8][14][15] kikkers[1][2][3][8][14][15][16] en lieren[8][15]
- stuurstanden[8]
- bolders[1][2][3][8][17]
- ballastgewichten
- puttings[18][19]
- giekbeslag zoals giekband, hanekam, lummel, schildpadblok, schootbeugel en vizier[5][20]
- stevenbeslag zoals bandnagel, korlat, roezemoes, schegplaat, (steven)spang,[21] stagbout, stevenplaat en talielat[5][22]
- zwaardbeslag[5]
- tanks[1][2][23]
- ankers[1][2]
- doradobeugels[1][2]
- radarpalen[1][2] en -beugels[3][13]
- davids[3] (ook wel "davits" genoemd[24][25][26][27])
- (klap)zwemtrappen[3][28]
- tentbeugels[3]
- luikringen[29]
- luchtschelpen[29]
- patrijspoorten[29]
- dekventilatoren[29]
- preek en hekstoelen[30]
- winches[31]

Een beslagdeel is ofwel een "stuk beslag dat in combinatie met een ander stuk beslag gebruikt wordt", of een "klein stuk beslag[, m]eestal gebruikt om verbindingen te verstevigen of onderdelen te beschermen".

## Archeologische vondsten
In 1986 en 1988 werden in Almere drie ijzeren fragmenten scheepsbeslag opgegraven, die deel uitmaakten van een U-vormig plat dat horizontaal de delen van de voorsteven van een kogge op ca. 40cm hoogte bijeen hield. In de collectie van het Rijksmuseum van Oudheden te Leiden bevinden zich twee stuks/stukken scheepsbeslag die gevonden werden in de vroeg-Romeinse versterking "Velsen 1" (Velsen, Noord-Holland; 15-30 na Chr.), en die eveneens van ijzer zijn vervaardigd.